# René Cattarinussi
René Cattarinussi (ur. 12 kwietnia 1972 w Tolmezzo) – włoski biathlonista, sześciokrotny medalista mistrzostw świata.

## Kariera
Pierwszy sukces w karierze osiągnął w 1992 roku, kiedy na mistrzostwach świata juniorów w Canmore zdobył brązowy medal w biegu indywidualnym.
W zawodach Pucharu Świata zadebiutował 9 grudnia 1993 roku w Bad Gastein, zajmując 103. miejsce w biegu indywidualnym. Pierwsze pucharowe punkty zdobył 9 grudnia 1995 roku w Östersund, kiedy zajął piąte miejsce w sprincie. Na podium zawodów tego cyklu pierwszy raz stanął 20 stycznia 1996 roku w Osrblie, gdy rywalizację tej samej konkurencji ukończył na trzeciej pozycji. W zawodach tych wyprzedzili go jedynie Rosjanin Władimir Draczow i Austriak Ludwig Gredler. W kolejnych startach jeszcze 10 razy stanął na podium, odnosząc przy tym dwa zwycięstwa: 22 stycznia 1999 roku w Anterselvie był najlepszy w sprincie, a 19 marca 2000 roku w Chanty-Mansyjsku zwyciężył w biegu masowym. Najlepsze wyniki osiągnął w sezonie 1996/1997, kiedy zajął ósme miejsce w klasyfikacji generalnej.
Na mistrzostwach świata w Ruhpolding w 1996 roku wywalczył dwa medale. Najpierw wspólnie z Pieralberto Carrarą, Patrickiem Favre i Hubertem Leitgebem zdobył brązowy medal w biegu drużynowym. Następnie zajął trzecie miejsce w sprincie, plasując się za Władimirem Draczowem i jego rodakiem, Wiktorem Majgurowem. Kolejne dwa medale zdobył podczas mistrzostw świata w Osrblie w 1997 roku. W sprincie zajął drugie miejsce, rozdzielając swego rodaka Wilfrieda Pallhubera i Olega Ryżenkowa z Białorusi. Ponadto reprezentacja Włoch w składzie: Cattarinussi, Pallhuber, Favre i Carrara zajęła trzecie miejsce w sztafecie.
Z mistrzostw świata w Oslo/Lahti w 2000 roku wrócił z kolejnym brązowym medalem w sprincie. Lepsi okazali się jedynie Frode Andresen z Norwegii i Rosjanin Pawieł Rostowcew. Ostatni medal w karierze zdobył na mistrzostwach świata w Pokljuce w 2001 roku. Podobnie jak w 1997 roku był drugi w sprincie, za Rostowcewem, a przed Norwegiem Halvardem Hanevoldem. Był też między innymi siódmy w tej samej konkurencji na mistrzostwach świata w Chanty-Mansyjsku w 2003 roku.
W 1998 roku wystartował na igrzyskach olimpijskich w Nagano, gdzie zajął 21. miejsce w biegu indywidualnym, 52. w sprincie i 9. miejsce w sztafecie. Brał również udział w igrzyskach w Salt Lake City cztery lata później, zajmując 21. w biegu indywidualnym, 22. w sprincie, 21. w biegu pościgowym oraz 16. pozycję w sztafecie.

## Osiągnięcia

### Igrzyska olimpijskie
| Rok  | Miejscowość    | Konkurencje | Konkurencje | Konkurencje | Konkurencje | Konkurencje | Konkurencje | Konkurencje |
| Rok  | Miejscowość    | IN          | SP          | PU          | MS          | RL          | MR          | SR          |
| ---- | -------------- | ----------- | ----------- | ----------- | ----------- | ----------- | ----------- | ----------- |
| 1998 | Nagano         | 21.         | 52.         | nd.         | nd.         | 9.          | nd.         | –           |
| 2002 | Salt Lake City | 21.         | 22.         | 20.         | nd.         | 16.         | nd.         | –           |

### Mistrzostwa świata
| Rok  | Miejscowość         | Konkurencje | Konkurencje | Konkurencje | Konkurencje | Konkurencje | Konkurencje | Konkurencje |
| Rok  | Miejscowość         | IN          | SP          | PU          | MS          | RL          | MR          | SR          |
| ---- | ------------------- | ----------- | ----------- | ----------- | ----------- | ----------- | ----------- | ----------- |
| 1995 | Anterselva          | –           | 43.         | nd.         | nd.         | –           | nd.         | –           |
| 1996 | Ruhpolding          | –           | 3.          | nd.         | nd.         | 10.         | nd.         | –           |
| 1997 | Osrblie             | 42.         | 2.          | 10.         | nd.         | 3.          | nd.         | –           |
| 1998 | Pokljuka/Hochfilzen | nd.         | nd.         | 10.         | nd.         | nd.         | nd.         | –           |
| 1999 | Kontiolahti/Oslo    | 8.          | 30.         | 12.         | 10.         | 8.          | nd.         | –           |
| 2000 | Oslo/Lahti          | 43.         | 3.          | 8.          | DNF         | 5.          | nd.         | –           |
| 2001 | Pokljuka            | 21.         | 2.          | 18.         | 10.         | 10.         | nd.         | –           |
| 2003 | Chanty-Mansyjsk     | 19.         | 7.          | 16.         | 26.         | 18.         | nd.         | –           |

### Puchar Świata

#### Miejsca w klasyfikacji generalnej
| Sezon     | Miejsce |
| --------- | ------- |
| 1993/1994 | -       |
| 1994/1995 | -       |
| 1995/1996 | 12.     |
| 1996/1997 | 8.      |
| 1997/1998 | 19.     |
| 1998/1999 | 9.      |
| 1999/2000 | 15.     |
| 2000/2001 | 13.     |
| 2001/2002 | 65.     |
| 2002/2003 | 22.     |

#### Miejsca na podium w zawodach chronologicznie
| Lp. | Dzień       | Rok  | Miejscowość     | Konkurencja                | Lokata | Pudła   | Czas biegu | Strata | Zwycięzca          |
| --- | ----------- | ---- | --------------- | -------------------------- | ------ | ------- | ---------- | ------ | ------------------ |
| 1.  | 20 stycznia | 1996 | Osrblie         | Sprint na 10 km            | 3.     | 0+0     | 24:25,9    | +31,4  | Władimir Draczow   |
| 2.  | 9 lutego    | 1996 | Ruhpolding      | Sprint na 10 km            | 3.     | 0+0     | 26:52,3    | +38,7  | Władimir Draczow   |
| 3.  | 1 grudnia   | 1996 | Lillehammer     | Bieg pościgowy na 12,5 km  | 3.     | 0+1+0+1 | 35:37,9    | +5,1   | Sven Fischer       |
| 4.  | 1 lutego    | 1997 | Osrblie         | Sprint na 10 km            | 2.     | 1+0     | 26:24,4    | +16,8  | Wilfried Pallhuber |
| 5.  | 8 marca     | 1997 | Nagano          | Sprint na 10 km            | 3.     | 1+1     | 28:59,5    | +45,2  | Sven Fischer       |
| 6.  | 16 grudnia  | 1998 | Osrblie         | Bieg indywidualny na 20 km | 3.     | 0+1+0+1 | 52:25,0    | +23,3  | Pawieł Rostowcew   |
| 7.  | 22 stycznia | 1999 | Anterselva      | Sprint na 10 km            | 1.     | 0+0     | 26:40,4    | –      | –                  |
| 8.  | 26 lutego   | 1999 | Lake Placid     | Sprint na 10 km            | 2.     | 0+1     | 25:31,9    | +10,1  | Sven Fischer       |
| 9.  | 19 lutego   | 2000 | Oslo            | Sprint na 10 km            | 3.     | 0+0     | 23:51,2    | +19,2  | Frode Andresen     |
| 10. | 19 marca    | 2000 | Chanty-Mansyjsk | Bieg masowy na 15 km       | 1.     | 0+0     | 41:54,6    | –      | –                  |
| 11. | 3 lutego    | 2001 | Pokljuka        | Sprint na 10 km            | 2.     | 0+0     | 24:40,3    | +46,6  | Pawieł Rostowcew   |